# Neeltje Louwrina Isebree Moens

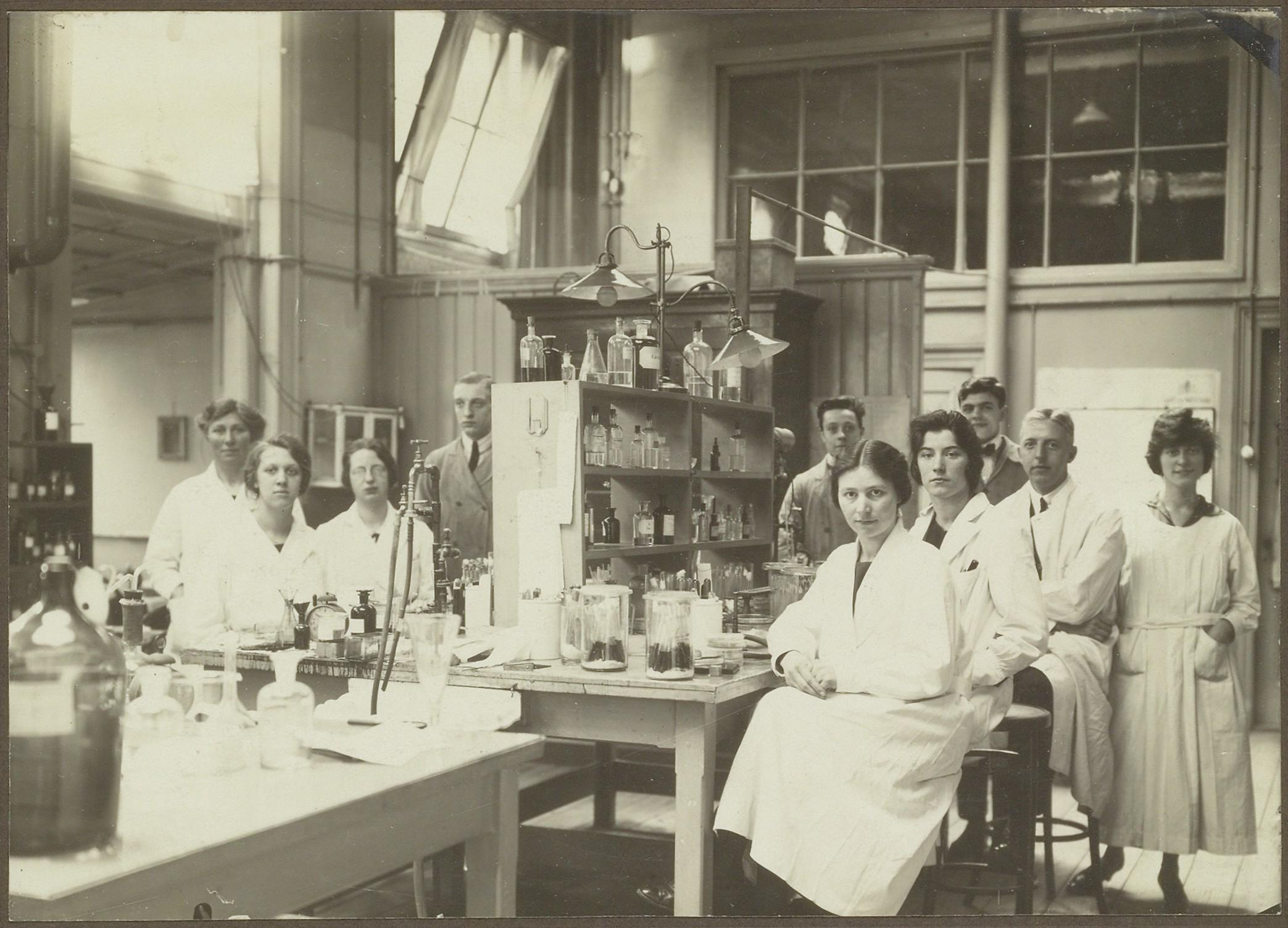
GGD Amsterdam in circa 1920 met Isebree Moens uiterst links

Neeltje Louwrina Isebree Moens, bijnaam Mevrouw Wibaut, (Goes, 4 mei 1884 – Voorst, 10 november 1965) was een Nederlands bioloog.
Ze was dochter van Carolina Frederika Wilhelmina Kolff van Oosterwijk en arts Adriaan Isebree Moens. Ze trouwde in 1911 met Johan Pieter Wibaut, zoon van Floor Wibaut en later hoogleraar aan de universiteit van Amsterdam. Het echtpaar kreeg voor zover bekend vier kinderen, waaronder de kunstenaars Constance Wibaut en de naar Canada vertrokken Neel de Wit-Wibaut (1915-2016), voordat in 1939 een echtscheiding volgde.
Haar middelbare school doorliep ze aan de Hogere Burgerschool te Middelburg 1902; haar toekomstig man deed hetzelfde. Na een staatsexamen Natuurkunde in 1903 en een toelatingsexamen kon ze vanaf 1905 studeren aan de Universiteit van Amsterdam, waarbij ze tevens assistent zoölogie was bij Carel Philip Sluiter. Het leverde haar in 1909 een gouden erepenning van die universiteit. Ze beëindigde die werkzaamheden in 1912. Ze leverde in 1911 een proefschrift af op het gebied van hydrobiologie met een voor die tijd een zeer afwijkend onderwerp: "De peritoneaalkanalen der krokodillen en schildpadden"; ze was toen 26 jaar oud. Ze studeerde cum laude af aan de faculteit Wis- en Natuurkunde en was voortaan doctor. Tussen 1913 en 1947 (eervol ontslag) werd ze ambtenaar bij de Gemeentelijke gezondheidsdienst van Amsterdam, waarin ze vooral werkte aan het verbetering van hygiëne. Zo deed ze onderzoek naar de zuiverheid van het Amsterdamse grachtenwater en de afvoer van rioolwater naar de Zuiderzee, zwemwater en indirect daaraan verbonden insectenbestrijding en het tegengaan van malaria. Ook in het klein was ze actief, zo kwam in 1919 het boekje "Natuurkennis voor de huishouding" uit. De hydrobiologie bleef haar trekken want verder bekeek ze de verzilting van de wateren in Noord-Holland vanuit Noordzee en Zuiderzee. Toen die laatste werd afgesloten bekeek ze de ontwikkeling van het plankton in het IJsselmeer. Haar werkgebied omvatte later provincies Groningen, Friesland, Drenthe, Utrecht, Noord- en Zuid-Holland toen ze voor de "Nederlandse Vereniging tegen water-, bodem- en luchtverontreiniging" werkte; ze schreef al eerder in het verenigingsblad Water Bodem Lucht. Daarvoor kreeg ze in 1964 het erelidmaatschap toebedeeld. Ze was tevens erelid van de "Hydrobiologische Vereniging". Ze werd in 1956 al benoemd tot ridder in de Orde van Oranje-Nassau.
Voorts was ze redacteur van het tijdschrift Hydrobiologia, lid van de Koninklijke Academie van Wetenschappen (met de Paul van Oyepenning). In de jaren dertig was ze ook curator van de meisjes-hbs aan de Euterpestraat.
Ze overleed aan een hartinfarct en werd in stilte gecremeerd in Dieren.
- Digitale Bibliotheek voor de Nederlandse Letteren: wiba003
- International Standard Name Identifier: 0000 0000 8062 3195
- Nederlandse Thesaurus van Auteursnamen: 071670033
- Virtual International Authority File: 122163823